# Evenimentul din Vitim (2002)
Evenimentul din Vitim sau Evenimentul din Bodaibo este considerat un impact a unui nucleu de cometă sau meteorit în bazinul râului Vitim. A avut loc în aprorpierea orașului Bodaibo în raionul Mamsko-Chuiski din regiunea Irkutsk, Siberia, Rusia pe 25 septembrie 2002 la ora locală aproximativă 22:00. Impactul a fost detectat de un satelit militar american defensiv.
Au fost efectuate unele experiment pentru a defini magnitudinea exploziei. Analiștii militari americani estimează puterea exploziei la 0,2-0,5 kilotone, în timp ce fizicianul rus Andrei Olhovatov la 4-5 kilotone.
Informații despre eveniment au apărut în mass-media și în rândul oamenilor de știință după doar o săptămână. Inițial nimeni nu a fost capabil să înțeleagă amploarea exploziei. O mică expediție, trimisă de Institutul din Irkutsk, a încercat să găsească un meteorit la aproximativ 10 de km de orașul Bodaibo.